# Другая семья
Другая семья — первый студийный дебютный альбом дуэта «Непара», выпущенный 25 сентября 2003 года на лейбле Монолит Рекордс. На диске представлено 11 композиций. Этот альбом длится 50 минуты и 17 секунд. В некоторых песнях автором музыки был Александр Шоуа. Альбом также получил статус платинового.
У данного альбома есть два видеоклипа на песни «Они знакомы давно» и «Другая причина».

## Список композиций

#### Композиции
Слова и музыка всех песен — Александр Шоуа.
| №                   | Название                          | Текст песни         | Музыка              | Длительность |
| ------------------- | --------------------------------- | ------------------- | ------------------- | ------------ |
| 1.                  | «Другая причина»                  | Олег Некрасов       |                     | 4:08         |
| 2.                  | «Взлетай»                         |                     |                     | 3:59         |
| 3.                  | «Будет всё»                       |                     |                     | 3:17         |
| 4.                  | «Оглянись»                        |                     |                     | 6:06         |
| 5.                  | «Песня о любви (которой не было)» |                     |                     | 4:14         |
| 6.                  | «Не буди»                         |                     |                     | 3:10         |
| 7.                  | «Они знакомы давно»               | Эрнест Ширяев       | Андрей Косинский    | 4:35         |
| 8.                  | «Развлечься»                      |                     |                     | 4:21         |
| 9.                  | «Как же так»                      |                     |                     | 3:21         |
| 10.                 | «Сердце пополам»                  |                     |                     | 4:21         |
| 11.                 | «Развилка»                        | Карен Кавалерян     |                     | 4:52         |
| Общая длительность: | Общая длительность:               | Общая длительность: | Общая длительность: | 50:17        |

#### Клипы
| №                   | Название            | Режиссёр            | Длительность |
| ------------------- | ------------------- | ------------------- | ------------ |
| 1.                  | «Они знакомы давно» | Владилен Разгулин   | 4:35         |
| 2.                  | «Другая причина»    | Георгий Тоидзе      | 4:19         |
| Общая длительность: | Общая длительность: | Общая длительность: | 8:54         |

## Отзывы и критика

### Отзывы
В 2003 году песня «Они знакомы давно» получила награду в виде статуэтки «Золотой граммофон».
Альбом «Другая семья» получила положительные отзывы от музыкальных экспертов.

### Критика
Многие фанаты отмечали, что их альбом мог бы стать лучше, если бы в аранжировках не упоминались диско-элементы, поскольку Непара не имеет никакого отношения к жанру Диско.